# Auerbach (Szászország)
Auerbach település Németországban, azon belül Szászország tartományban. Lakosainak száma 2358 fő (2023. december 31.).

## Népesség
A település népességének változása:
| Lakosok száma | 2623 | 2501 | 2476 | 2379 | 2357 | 2358 |
|               | 2014 | 2017 | 2019 | 2021 | 2022 | 2023 |